# Русское металлургическое общество
Русское металлургическое общество — организация, существовавшая в 1910—1931 годах.
Учреждено 21 февраля 1910 года. Учредителями были Н. А. Иосса (первый председатель общества), Д. К. Чернов (1839—1921; бессменный почетный председатель), А. А. Байков и М. А. Павлов.
С 1910 по 1929 год в Петербурге (затем Ленинграде) издавался журнал Русского металлургического общества, где публиковались оригинальные работы членов общества, иллюстрированный обзор журнальной литературы по всем отраслям металлургии и библиография. Бессменным редактором журнала был академик М. А. Павлов. Журнал общества сыграл прогрессивную роль в популяризации научных достижений русских металлургов.